# Jakub Sylvestr
Jakub Sylvestr (Banská Bystrica, 2 febbraio 1989) è un calciatore slovacco, attaccante del Komárno.

## Carriera

### Club
Cresciuto nelle giovanili del Dukla Banská Bystrica prima e dello Slovan Bratislava poi, con questi ultimi nel 2007 debutta nella Corgoň Liga, la massima serie del calcio slovacco. Salvo una parentesi in prestito all'Artmedia Petržalka, vi rimane fino al 2010, quando viene acquistato dai croati della Dinamo Zagabria.

### Nazionale
Dopo aver militato in Under-19, nel 2008 inizia la sua militanza nella selezione Under-21, con cui colleziona 14 presenze e 7 reti.
Il 3 settembre 2010 debutta in nazionale maggiore nella partita contro la Macedonia del Nord, valida per le qualificazioni ad Euro 2012.

## Palmarès

### Club

#### Competizioni nazionali
- Campionato slovacco: 1

Slovan Bratislava: 2008-2009
- Coppa di Slovacchia: 1

Slovan Bratislava: 2009-2010
- Supercoppa di Slovacchia: 1

Slovan Bratislava: 2009
- Campionato croato: 2

Dinamo Zagabria: 2010-2011, 2011-2012
- Coppa di Croazia: 2

Dinamo Zagabria: 2010-2011, 2011-2012
- Supercoppa di Croazia: 1

Dinamo Zagabria: 2010-2011
- Coppa d'Israele: 1

Bnei Yehuda: 2018-2019
- Coppa di Lituania: 1

Žalgiris: 2021
- 2. Liga (Slovacchia): 1

Komarno: 2023-2024

### Individuale
- Capocannoniere della 2. Fußball-Bundesliga: 1

2013-2014 (15 reti, a pari merito con Mahir Sağlık)